# Corazón delator (película)
Corazón delator es una película de comedia romántica argentina de 2025 dirigida y escrita por Marcos Carnevale. Narra la historia de un empresario, que tras recibir un trasplante de corazón, se enamora de la viuda del donante. Está protagonizada por Benjamín Vicuña y Julieta Díaz. La película se estrenó mundialmente el 30 de mayo de 2025 en Netflix.
La película fue anunciada en junio de 2024 y su rodaje inició ese mismo mes en la ciudad de Lanús, Buenos Aires bajo la producción de Sony Pictures.

## Sinopsis
Sigue la vida de Juan Manuel, un exitoso empresario que recibe un trasplante de corazón por parte de Pedro, un hombre de origen humilde que falleció y dejó un gran vacío en su familia y sobre todo en su esposa Valeria. Luego de la operación, Juan Manuel se pone a investigar sobre la identidad de su donante hasta que logra conocer a Valeria, de quien se enamora y decide ayudar al barrio donde vivía Pedro. Durante el transcurso de esta nueva relación, Juan Manuel mantendrá oculto el motivo inicial que los conectó por primera vez.

## Reparto
- Benjamín Vicuña como Juan Manuel Guerrico
- Julieta Díaz como Valeria
- Peto Menahem como Tony
- Gloria Carrá como Deborah
- Julia Calvo como Nancy
- Yayo Guridi como Horacio
- Bicho Gómez como Pollo
- Facundo Espinosa como Pedro Vázquez
- Verónica Hassan como Lorena
- Javier De Nevares como Martín
- Christian Marchi como Ramón Acuña
- Manuel Da Silva como Tiago Vázquez
- Mariano Sayavedra como Cacho
- Annasofía Facello como Gimena
- Mili Schauer como Carla
- Ailín Zaninovich como Macarena
- Pablo Martín Ríos como Sangría
- Silvia Villazur como Nora
- Ricardo Díaz Mourelle como Moretti
- Juan Isola como Hugo
- Fernanda Bercovich como Mary
- Federico Donofrio como Ramiro
- Lisandro Fiks como Dr. Arturo Eslanian

## Recepción

### Comentarios de la crítica
La película recibió críticas mixtas a desfavorables por parte de la prensa. Guillermo Courau de La Nación señaló que «pese a las buenas actuaciones de protagonistas y elenco, el nuevo film de Marcos Carnevale cae en lugares comunes y no supone el menor desafío para el espectador». Pablo O. Scholz de Clarín puntualizó que «el gran problema con Corazón delator es que es absolutamente previsible. Todo. Cada escena que comienza, uno ya sabe cómo va a terminar».
En una reseña para Página 12, Diego Brodersen escribió que «su alivio cómico de rigor y un deus ex machina que todo lo resuelve de un plumazo, Corazón delator necesitaría de un trasplante de alas para levantar un poco más el vuelo». Diego Batlle de Otros cines resaltó que «Corazón delator es, en el mejor de los casos, pasatista y medianamente eficaz en su búsqueda» y agregó que «se trata de un exponente básico del cine argentino concebido (y calculado) para satisfacer un consumo superficial y efímero en una plataforma de streaming como Netflix».